# Detroit Pistons 1998-1999
La stagione 1998-99 dei Detroit Pistons fu la 50ª nella NBA per la franchigia.
I Detroit Pistons arrivarono terzi nella Central Division della Eastern Conference con un record di 29-21. Nei play-off persero al primo turno con gli Atlanta Hawks (3-2).

## Roster
| N° | Naz.                   | Ruolo | Sportivo           | Anno | Alt. | Peso |
| -- | ---------------------- | ----- | ------------------ | ---- | ---- | ---- |
| 00 | Stati Uniti (bandiera) | C     | Eric Montross      | 1971 | 213  | 122  |
| 1  | Stati Uniti (bandiera) | G     | Lindsey Hunter     | 1970 | 188  | 77   |
| 3  | Stati Uniti (bandiera) | G     | Mark Macon         | 1969 | 193  | 84   |
| 4  | Stati Uniti (bandiera) | G     | Joe Dumars         | 1963 | 191  | 86   |
| 5  | Stati Uniti (bandiera) | GA    | Charles O'Bannon   | 1975 | 196  | 95   |
| 8  | Stati Uniti (bandiera) | AC    | Bison Dele         | 1969 | 206  | 107  |
| 12 | Stati Uniti (bandiera) | G     | Steve Henson       | 1968 | 180  | 80   |
| 13 | Stati Uniti (bandiera) | A     | Jerome Williams    | 1973 | 206  | 93   |
| 20 | Stati Uniti (bandiera) | G     | Corey Beck         | 1971 | 185  | 86   |
| 20 | Stati Uniti (bandiera) | G     | Khalid Reeves      | 1972 | 191  | 90   |
| 30 | Stati Uniti (bandiera) | GA    | Jud Buechler       | 1968 | 198  | 100  |
| 31 | Stati Uniti (bandiera) | C     | Mikki Moore        | 1975 | 211  | 102  |
| 32 | Stati Uniti (bandiera) | AC    | Christian Laettner | 1969 | 211  | 107  |
| 33 | Stati Uniti (bandiera) | A     | Grant Hill         | 1972 | 203  | 102  |
| 35 | Stati Uniti (bandiera) | A     | Loy Vaught         | 1968 | 206  | 104  |
| 42 | Stati Uniti (bandiera) | GA    | Jerry Stackhouse   | 1974 | 198  | 99   |
| 45 | Stati Uniti (bandiera) | A     | Korleone Young     | 1978 | 201  | 97   |
| 52 | Stati Uniti (bandiera) | A     | Don Reid           | 1973 | 203  | 113  |

## Staff tecnico
Allenatore: Alvin Gentry
Vice-allenatori: Joe Hammond, Gar Heard, Bob Ociepka